# Bruno Savry
Bruno Savry (* 11. März 1974 in Avignon) ist ein ehemaliger französischer Fußballspieler und jetziger Fußballtrainer.

## Karriere
Savry begann seine Karriere beim CS Louhans-Cuiseaux, wo er von 1991 bis 1993 im Kader der Zweitligamannschaft stand, ohne jedoch zu einem Einsatz zu kommen. 1993 wechselte er als 19-Jähriger zum FC Istres, wo er in der zweiten Liga debütierte, am Ende seiner ersten Saison aber den Abstieg in die dritte Liga hinnehmen musste. 2001 gelang dem Team der Wiederaufstieg und 2004 der erneute Aufstieg in die erste Liga. Savry absolvierte in seiner einzigen Erstligasaison vier Spiele und stieg zum Saisonende mit dem Team wieder ab. 2006 verließ er Istres nach 13 Jahren und wechselte zum Drittligisten Sporting Toulon. Dort war er Stammspieler, bis er 2007 nach Costa Rica ging. Bereits im Oktober des Jahres kehrte er allerdings nach Frankreich zurück. Er unterschrieb beim SO Cassis Carnoux, mit dem er 2008 in die dritte Liga aufstieg. 2010 beendete er 36-jährig seine aktive Karriere. Im selben Jahr wurde er zum Trainer der zweiten Mannschaft des FC Istres, was er bis 2012 blieb.